# Ludolf Stephani
Ludolf Stephani (* 29. März 1816 in Beucha bei Leipzig; † 30. Maijul. / 11. Juni 1887greg. in Sankt Petersburg) war ein deutscher Klassischer Archäologe.

## Leben

### Herkunft und Familie
Ludolf Stephani war Sohn des protestantischen Pfarrers der Bergkirche Beucha, Eduard Stephani, und Bruder von Eduard Stephani (1817–1885), Politiker und Vizebürgermeister von Leipzig.
Sowohl sein Großvater als auch sein Vater waren zeit ihres Lebens Pfarrer der Bergkirche Beucha:
Friedrich Gotthold Stephani (1760–1811) studierte an der Universität Leipzig ab 1779, wurde Magister und wirkte von 1785 bis 1811 als Pfarrer von Beucha. Dessen Sohn Eduard Stephani (1787–1856) war von 1800 bis 1805 Fürstenschüler in Grimma, studierte ab 1805 an der Universität Leipzig, erwarb 1818 den Grad des Magisters, wurde 1810 Katechet in Leipzig St. Petri und wirkte von 1811 bis 1856 als Nachfolger des Vaters als Pfarrer in Beucha.

### Werdegang
Ludolf Stephani besuchte die Fürstenschule Grimma und studierte an der Universität Leipzig. Obwohl Gottfried Hermann, sein einflussreichster akademischer Lehrer, eher der Wortphilologie angehörte, orientierte sich Stephani an einer umfassenden Altertumswissenschaft, wie sie Karl Otfried Müller und August Boeckh vertraten.
Nach dem Studium besuchte Stephani die Antikensammlungen in Dresden und Berlin und arbeitete (durch Hermanns Vermittlung) als Hauslehrer in Athen. Von dort aus reiste er 1843 nach Rom, wo er zwei Jahre lang lebte und Ausflüge nach ganz Italien unternahm. Spätestens während dieser Jahre wandte sich Stephani ganz der Archäologie zu.
Nach seiner Rückkehr nach Leipzig (1845) erhielt Stephani zwei auswärtige Angebote: Einen Lehrstuhl der „altklassischen Philologie, Ästhetik und Geschichte der alten Kunst“ an der Kaiserlichen Universität Dorpat, auf den ihn Ludwig Preller als seinen Nachfolger vorgeschlagen hatte, und die Mitgliedschaft an der Akademie der Wissenschaften zu Sankt Petersburg (als Nachfolger von Heinrich Karl Ernst Köhler), die ihm der russische Unterrichtsminister Uwarow auf Rat von Gottfried Hermann antrug.
Stephani entschied sich für den Lehrstuhl in Dorpat, behielt aber gleichzeitig St. Petersburg im Auge, wo ihm Uwarow die Stelle an der Akademie frei hielt. Von 1846 bis 1850 wirkte Stephani in Dorpat und hielt Lehrveranstaltungen über antike Literatur und Kunst. Da er die Vorlesungsverzeichnisse der Universität zu betreuen hatte, konnte er in ihnen seine in Griechenland gefundenen Inschriften publizieren. Im Auftrag der Akademie gab er die Schriften Köhlers in sechs Bänden heraus.
1850 verließ Stephani Dorpat und zog nach St. Petersburg, wo er als Wirklicher Staatsrat und ordentliches Mitglied der Akademie der Wissenschaften die Altertumswissenschaft vertrat. Mit dieser Stelle war auch die Leitung des Antikenmuseums der Eremitage verbunden, wo Stephani ab Herbst 1850 als Konservator arbeitete.
Ab 1859 führte die Akademie an der Schwarzmeerküste Ausgrabungen durch, um die antiken Überreste der griechischen Kolonien und des Bosporanischen Reiches aufzudecken. Stephani beschäftigte sich bis zu seinem Tod mit der wissenschaftlichen Beschreibung und Deutung der Funde, die er in den Abhandlungen der Akademie (in deutscher und französischer Sprache) veröffentlichte.
Auch im Ausland erfuhr Stephani reiche Anerkennung: 1863 wählte ihn die Bayerische Akademie der Wissenschaften zum auswärtigen Mitglied ihrer philosophisch-philologischen Klasse, 1867 die Académie royale des Sciences, des Lettres et des Beaux-Arts de Belgique zum assoziierten Mitglied, 1869 die Göttinger Akademie der Wissenschaften zum auswärtigen Mitglied und 1875 die Preußische Akademie der Wissenschaften zum korrespondierenden Mitglied. Er war auch Mitglied der Deutschen Morgenländischen Gesellschaft.

## Schriften (Auswahl)
- Der Kampf zwischen Theseus und Minotauros. Leipzig 1842.
- Reise durch einige Gegenden des nördlichen Griechenlandes. Leipzig 1843.
- Titulorum Graecorum Parts I–V. Dorpat 1848–1850.
- Antiquités du Bosphore Cimmérien. Drei Bände. St. Petersburg 1854.
- Apollon Boëdromios. St. Petersburg 1860.
- Die Vasensammlung der kaiserlichen Ermitage. St. Petersburg 1869
- Die Schlangenfütterung. St. Petersburg 1873.
- Die Silbervase von Nikopol. St. Petersburg 1873.

Herausgeberschaft
- H. K. E. Köhler’s gesammelte Schriften. Sechs Bände. St. Petersburg 1850–1853.
- Compte-Rendu de la Commission Impériale archéologique pour les années 1859–1881. 21 Bände. St. Petersburg 1860–1883.